# Антитерористична операція в Києві (лютий 2014)

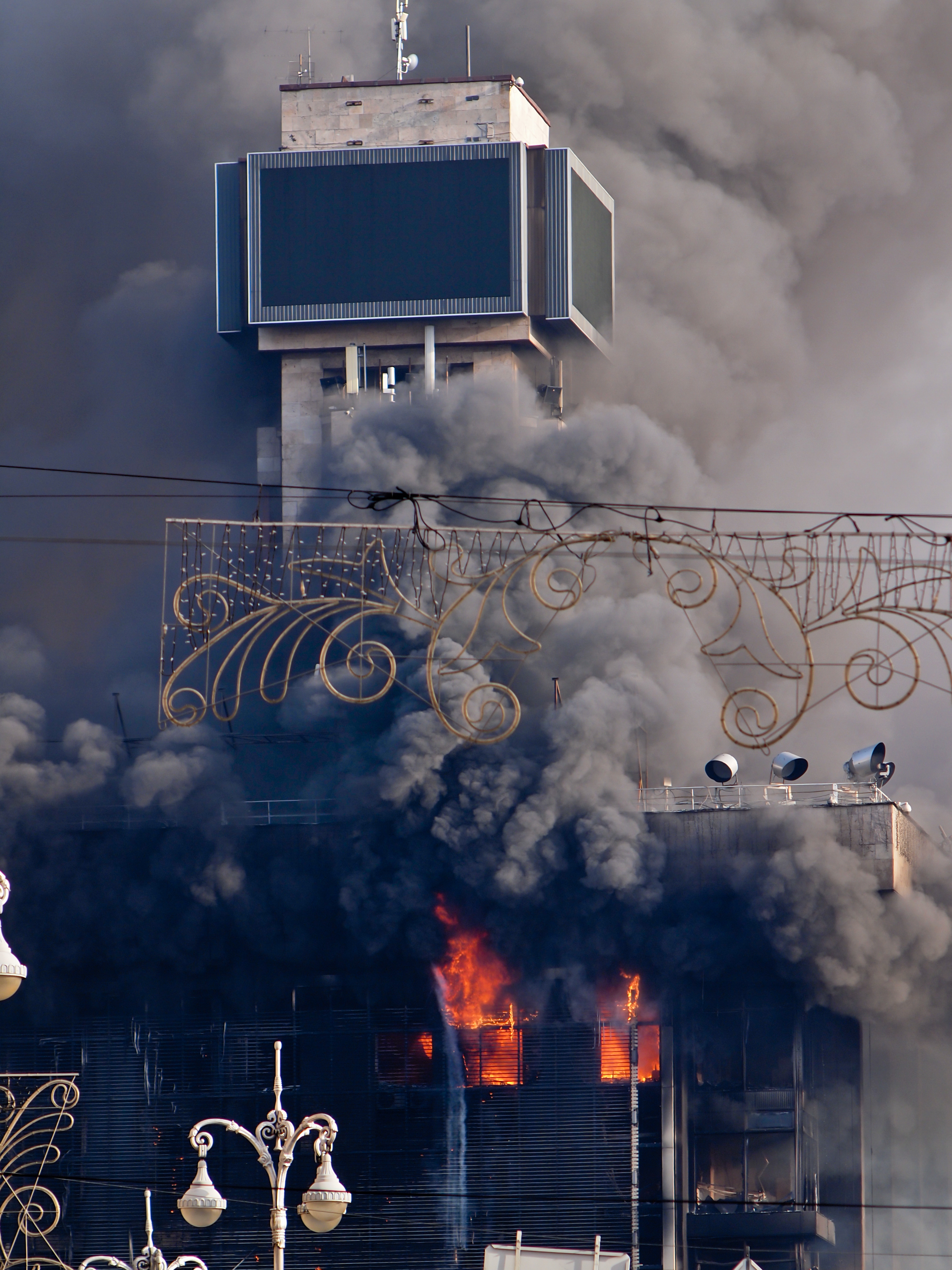
Будинок профспілок України у вогні, ранок 19 лютого.

Антитерористична операція в Києві — комплекс заходів, розроблений Службою безпеки та МВС України з метою повної зачистки Майдану Незалежності та прилеглих територій від учасників масових акцій протесту 18 лютого 2014.
Формальним приводом для початку проведення «АТО» в центрі Києва слугувала начебто підготовка організацією «Правий сектор» низки терористичних актів.

## План операції

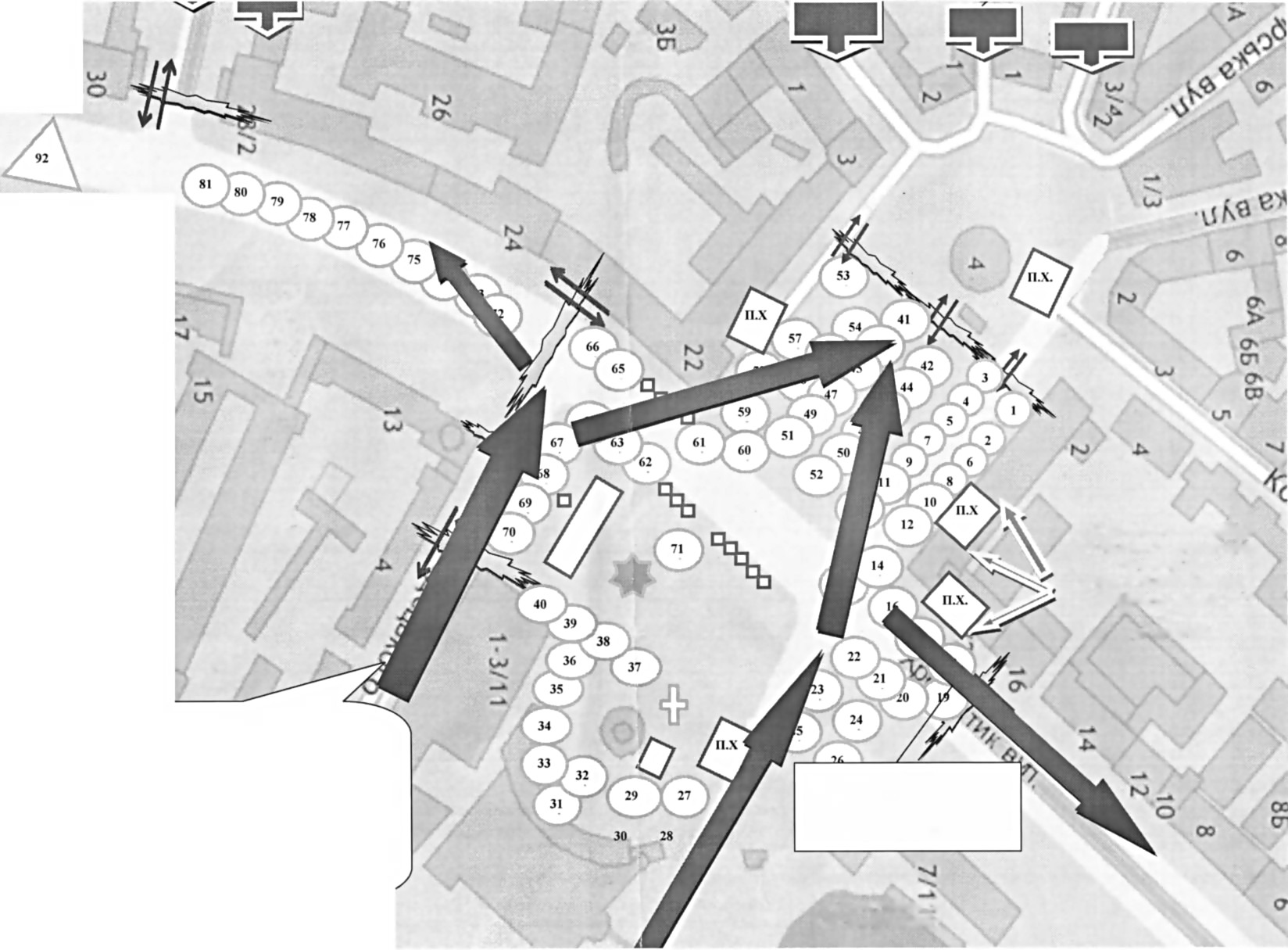
План операцій «Бумеранг» та «Хвиля»

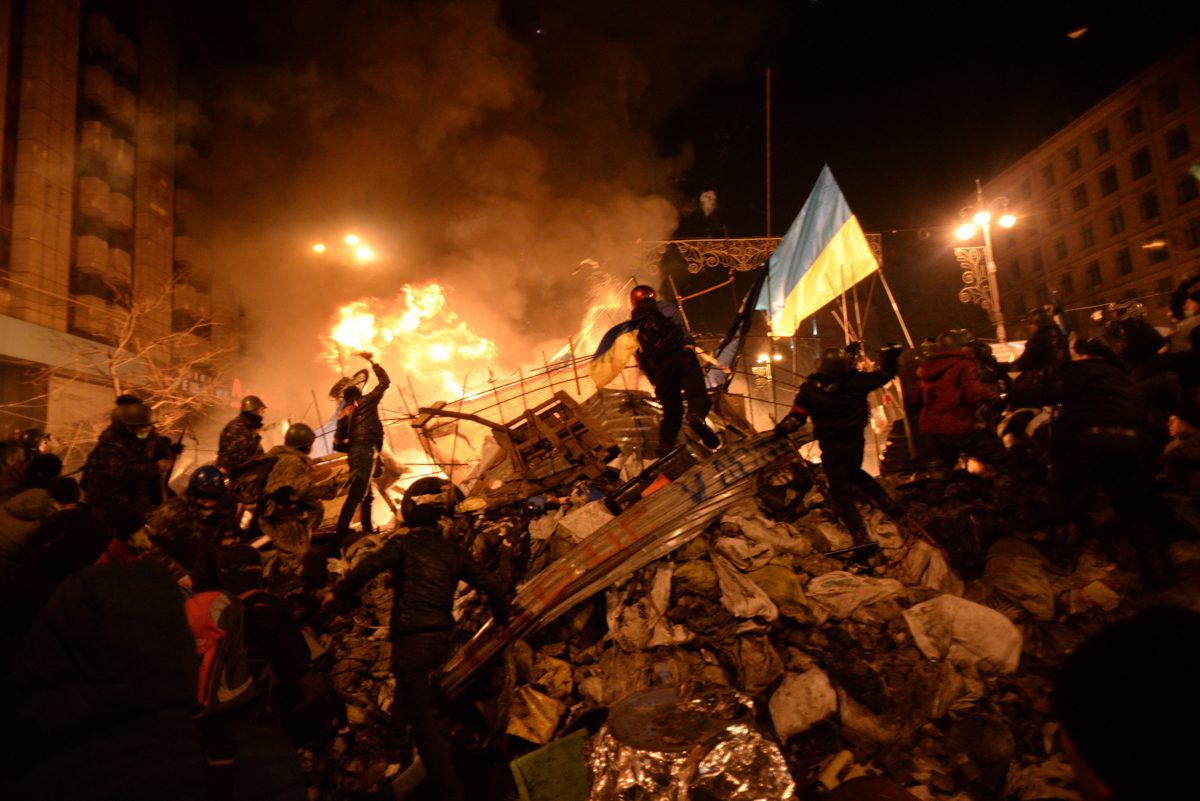
Барикадні бої 18 лютого 2014 року

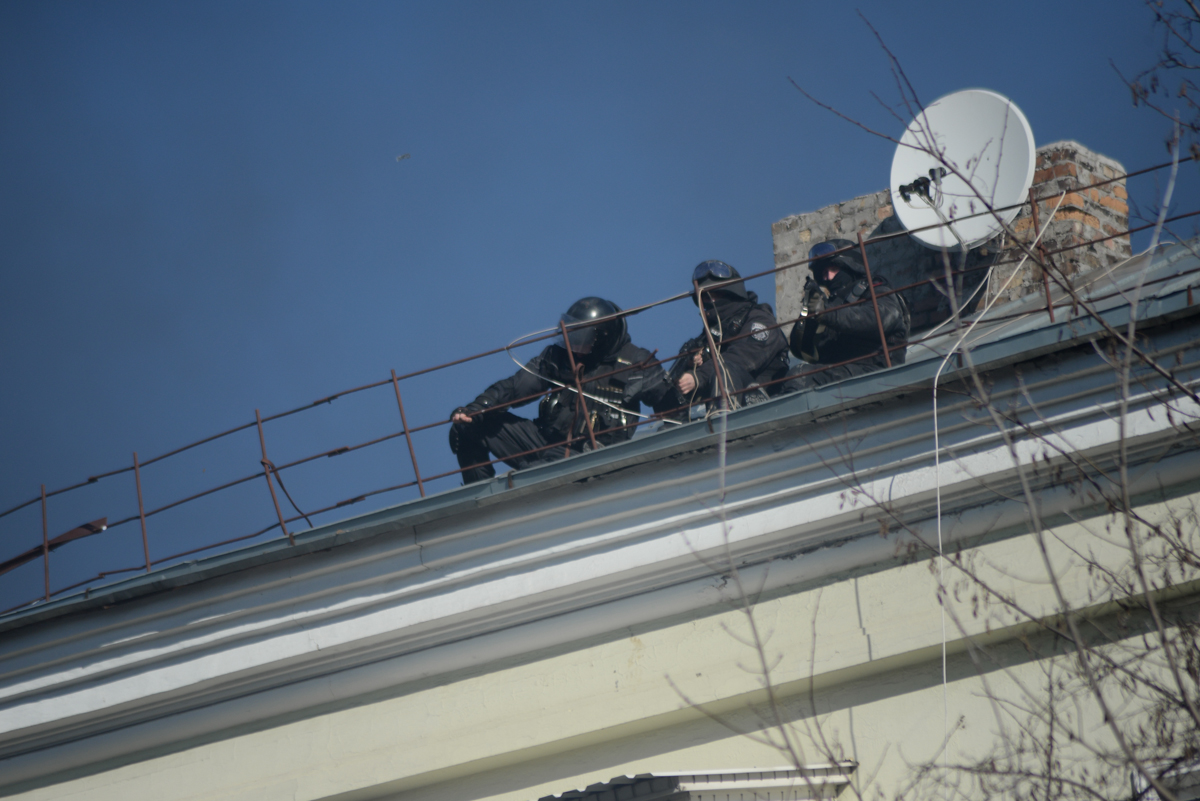
Урядові снайпери, 18 лютого

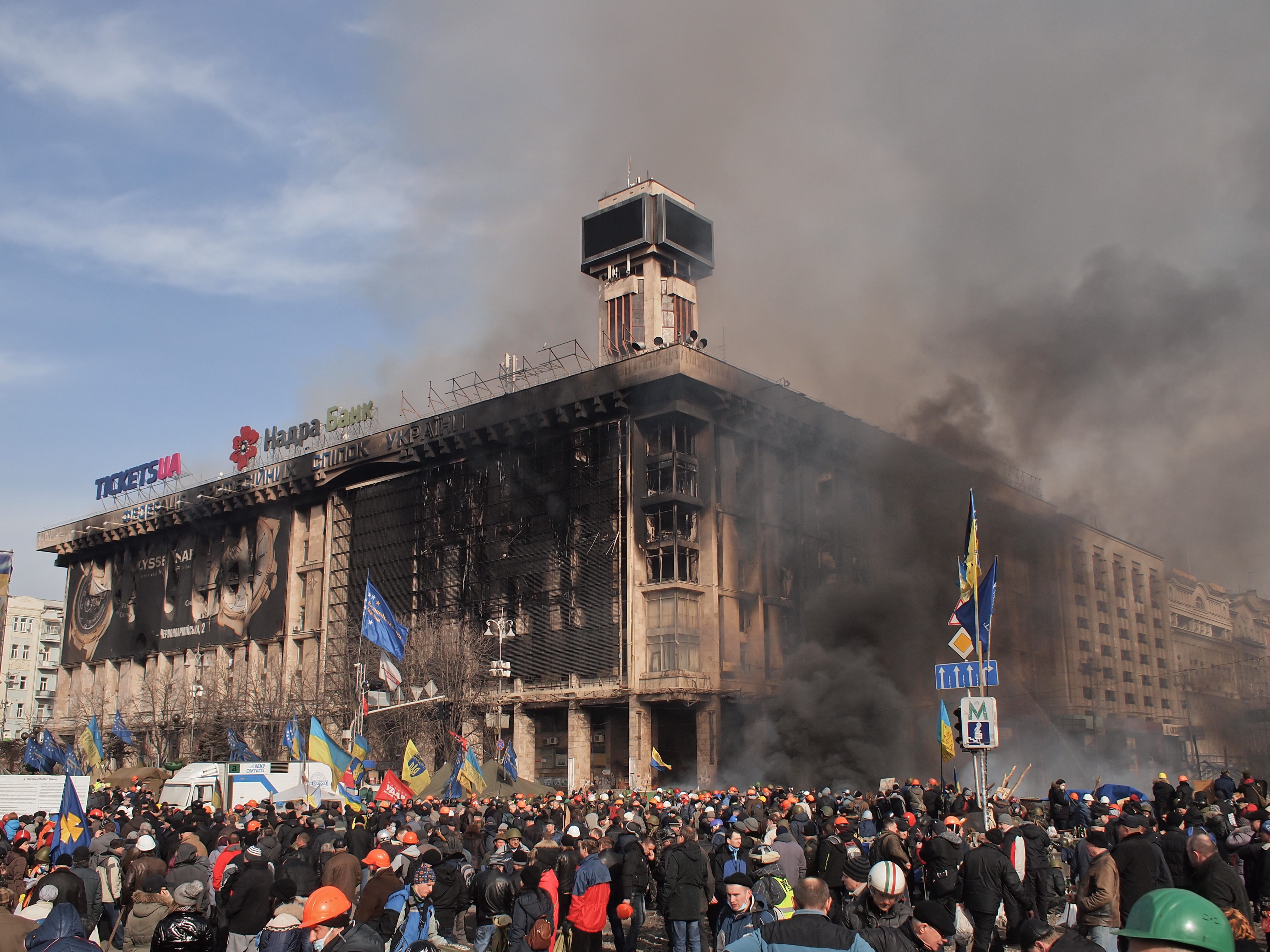
Згорілий Будинок профспілок

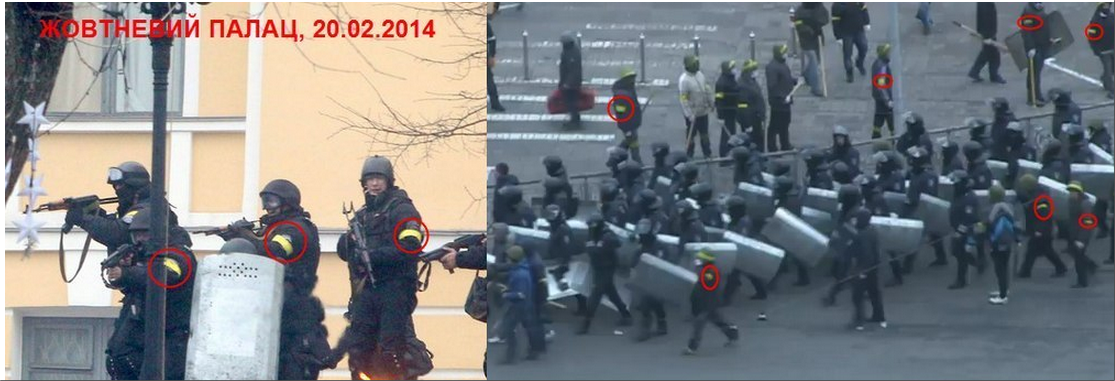
Працівники спецслужб із жовтими розпізнавальними стрічками

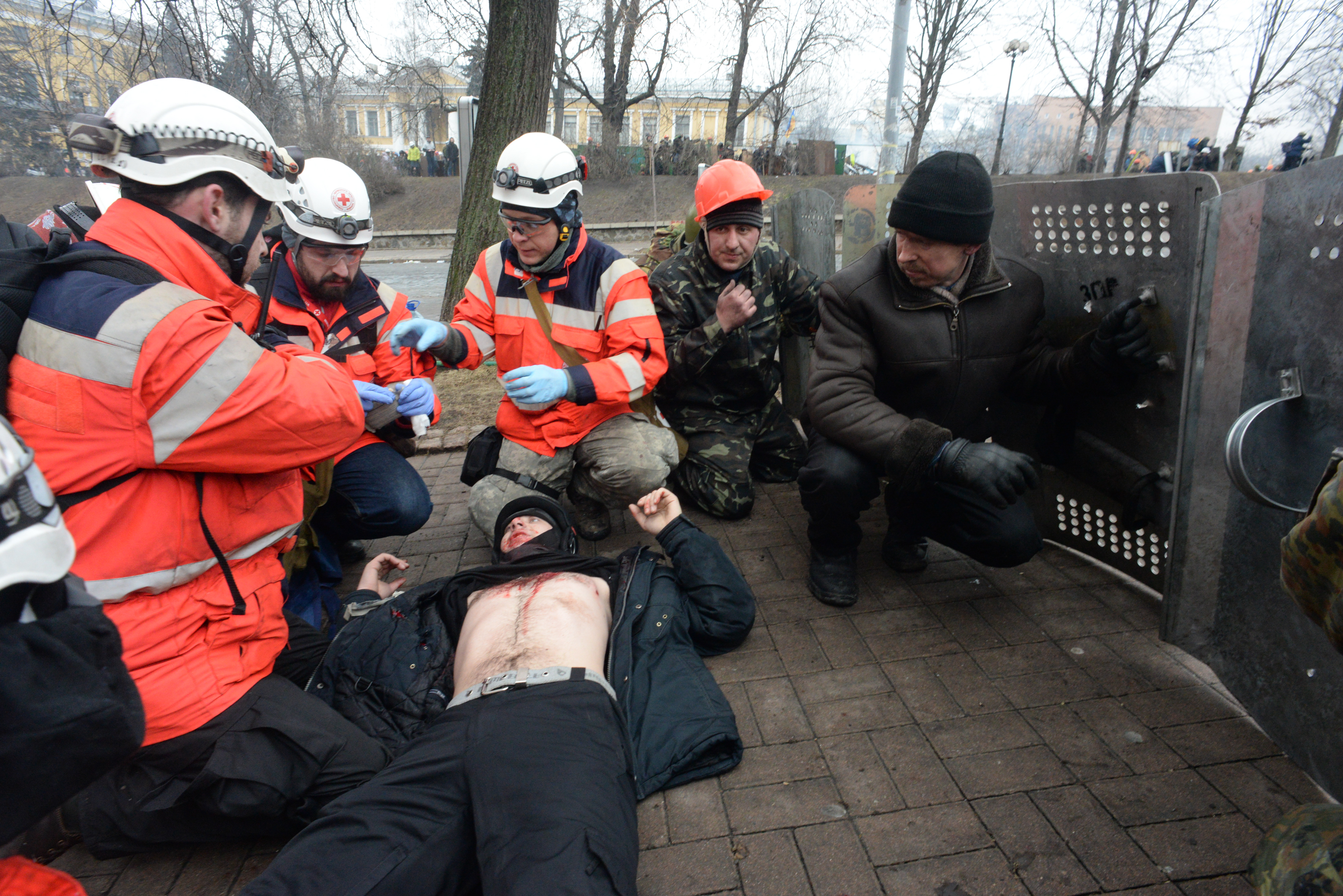
Волонтери Червоного хреста надають першу допомогу пораненому на вулиці Інститутській, 20 лютого 2014 року

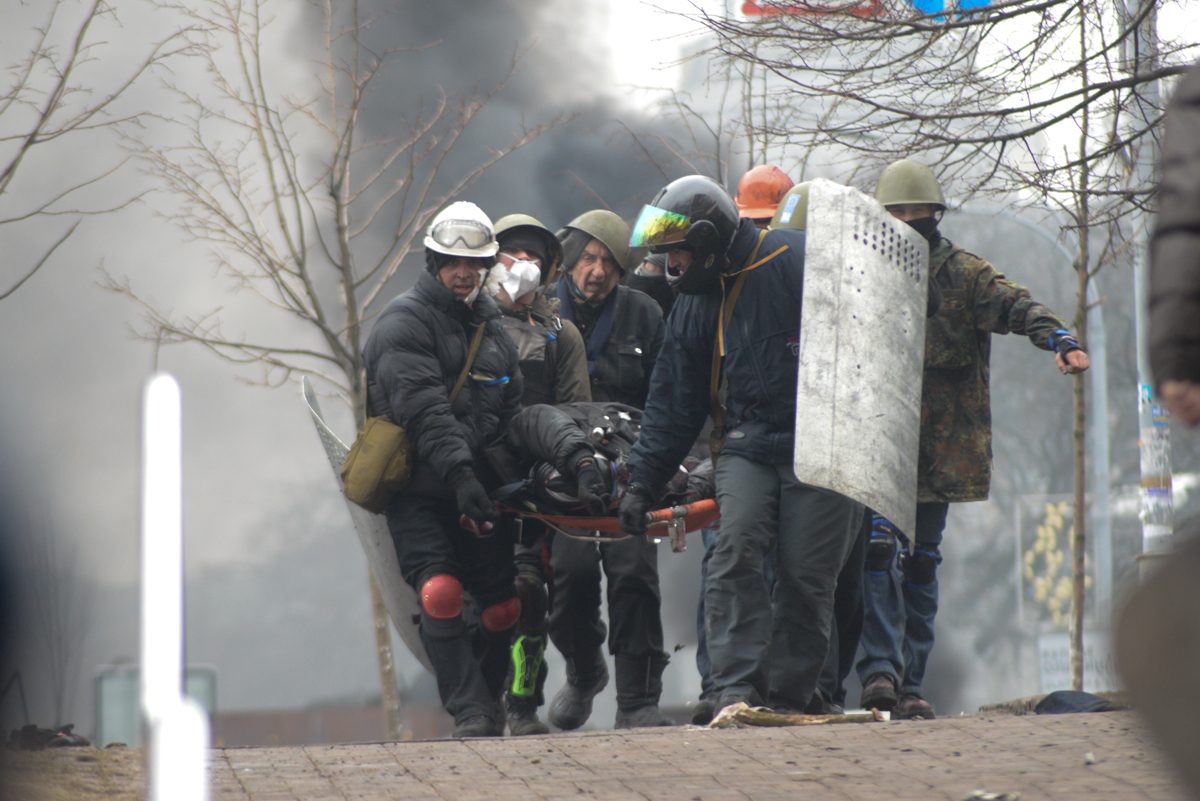
Загони самооборони виносять поранених до Майдану, 20 лютого 2014 року

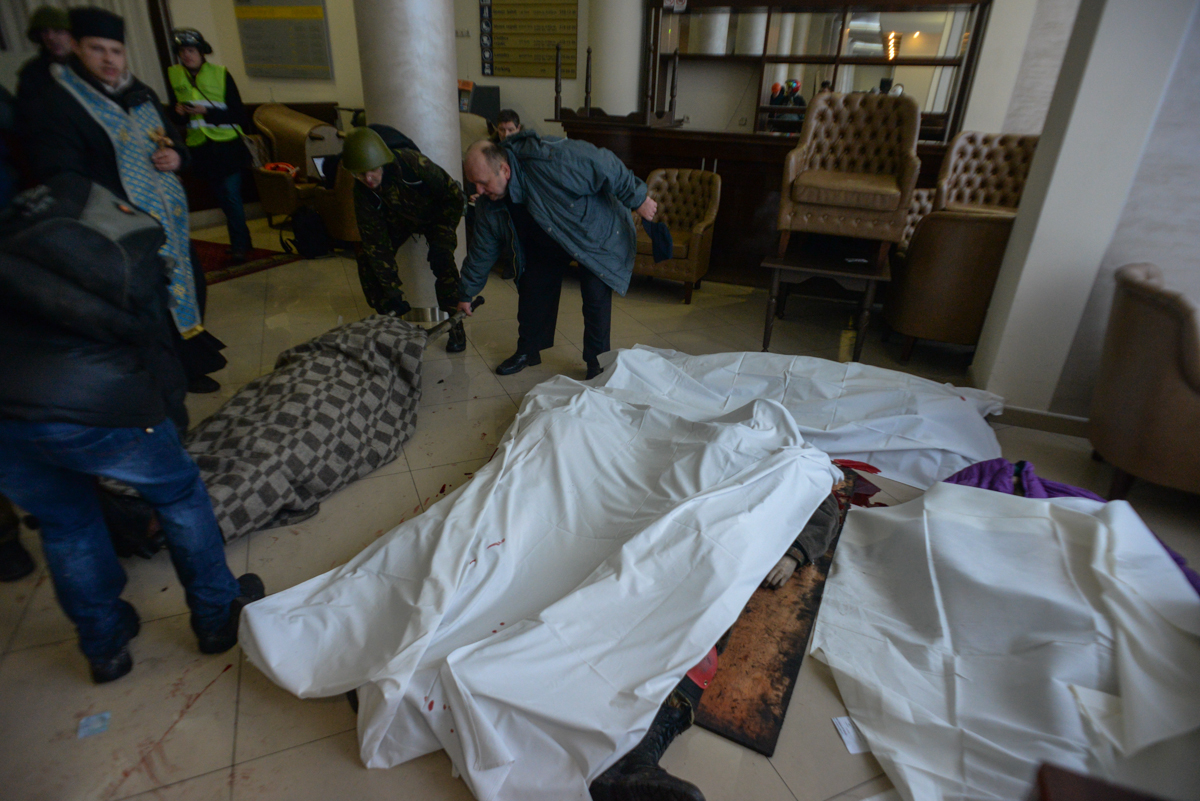
Тіла загиблих у готелі «Україна» зранку 20 лютого

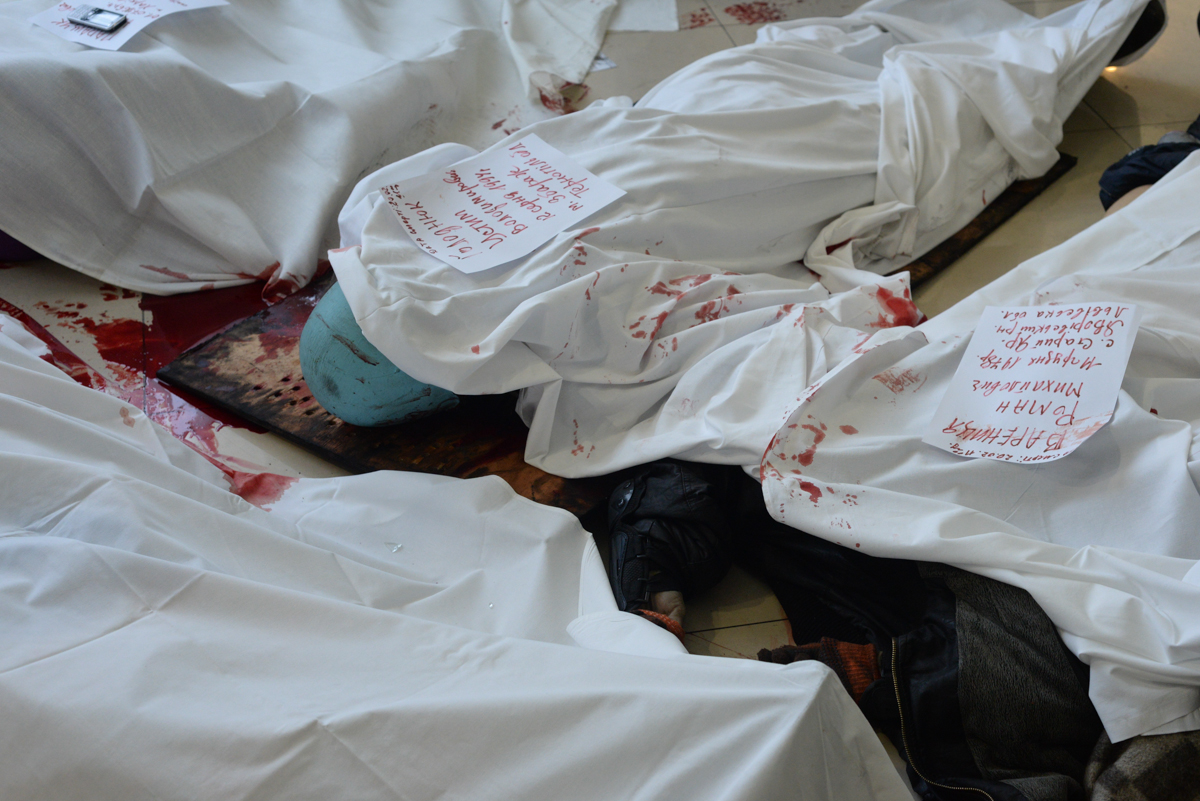
Тіла загиблих Паращука, Голоднюка і Варениці у готелі «Україна», 20 лютого

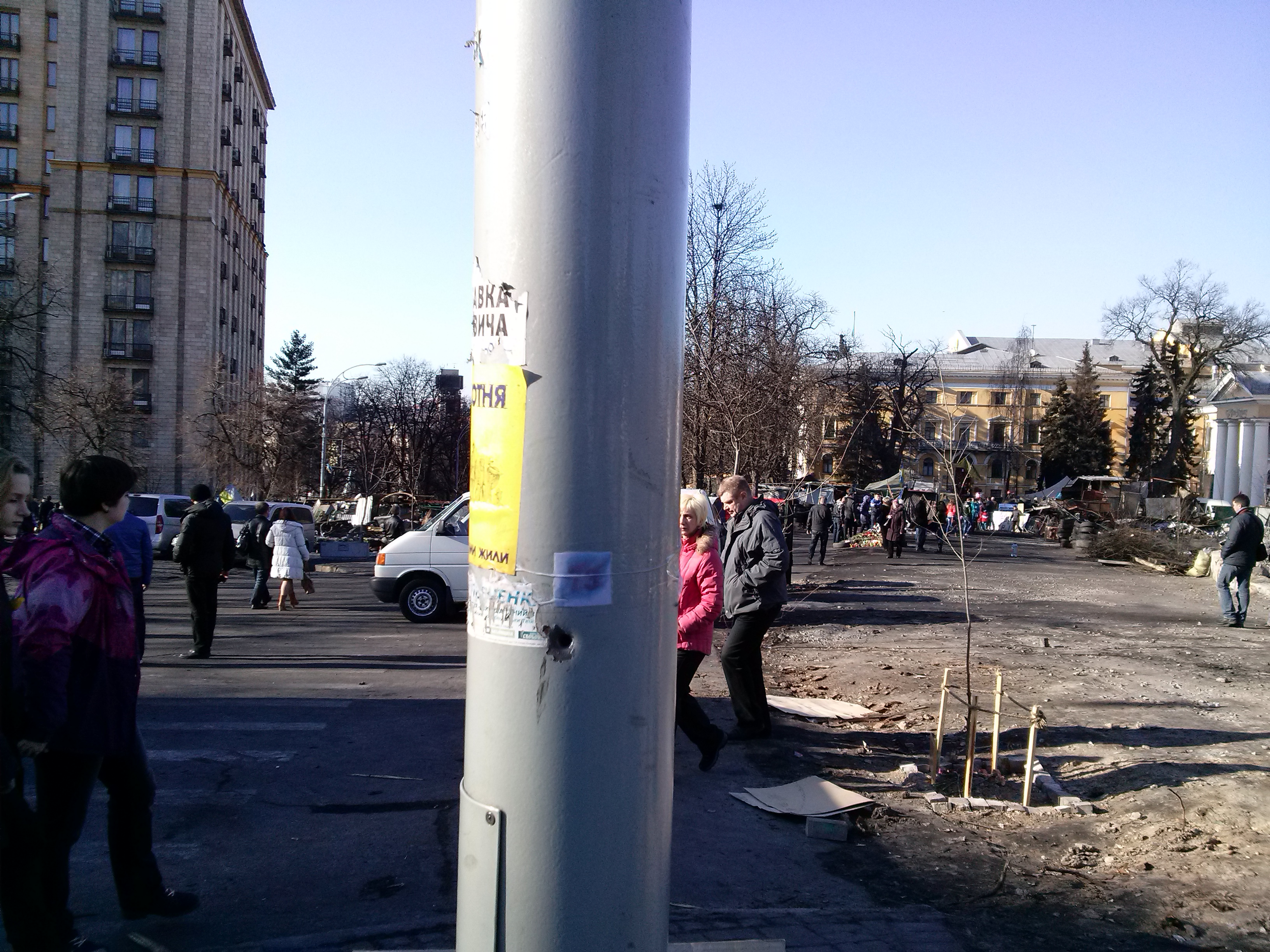
Слід від кулі в металевій електроопорі на Інститутській

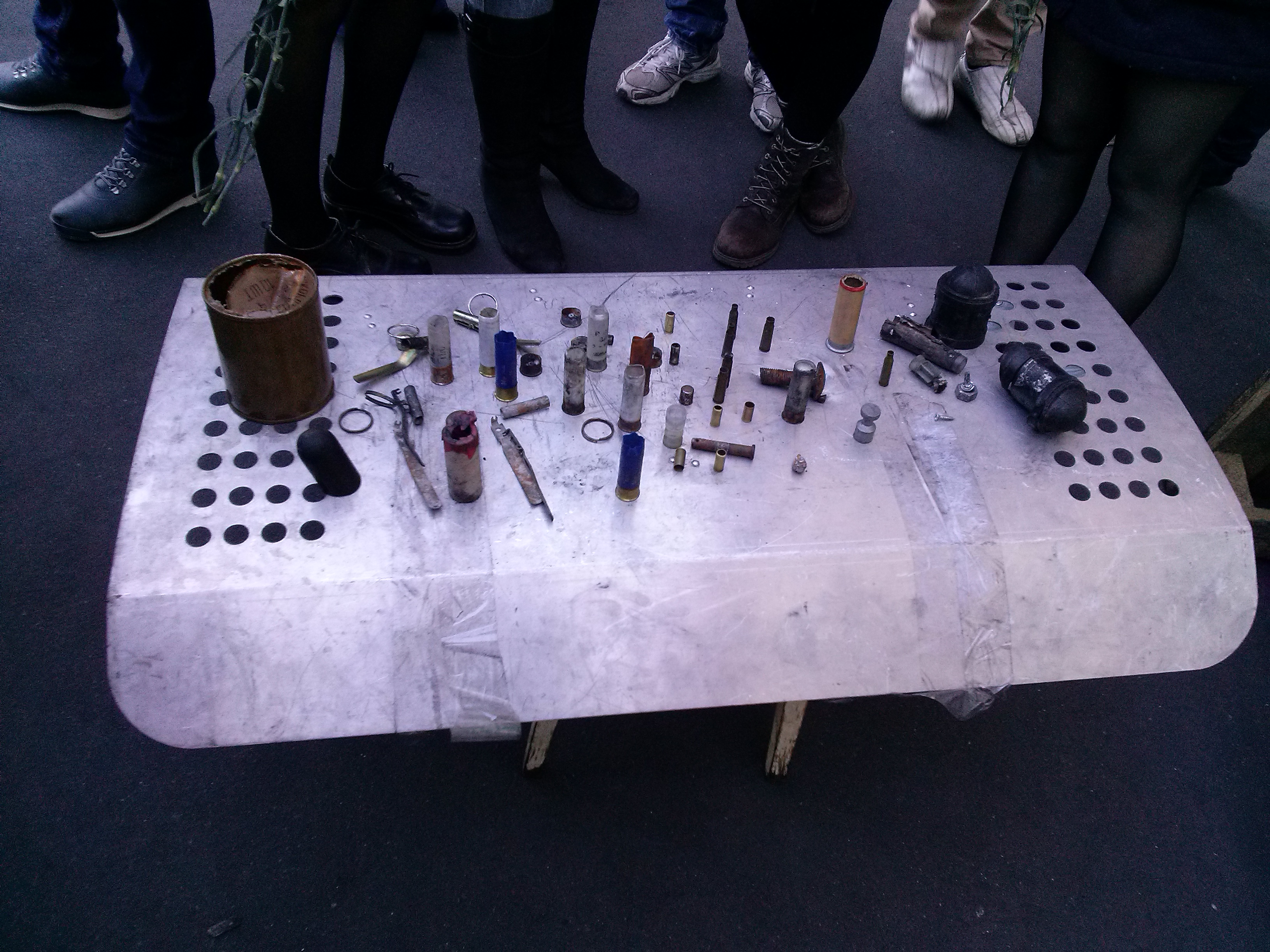
Кулі та рештки гранат

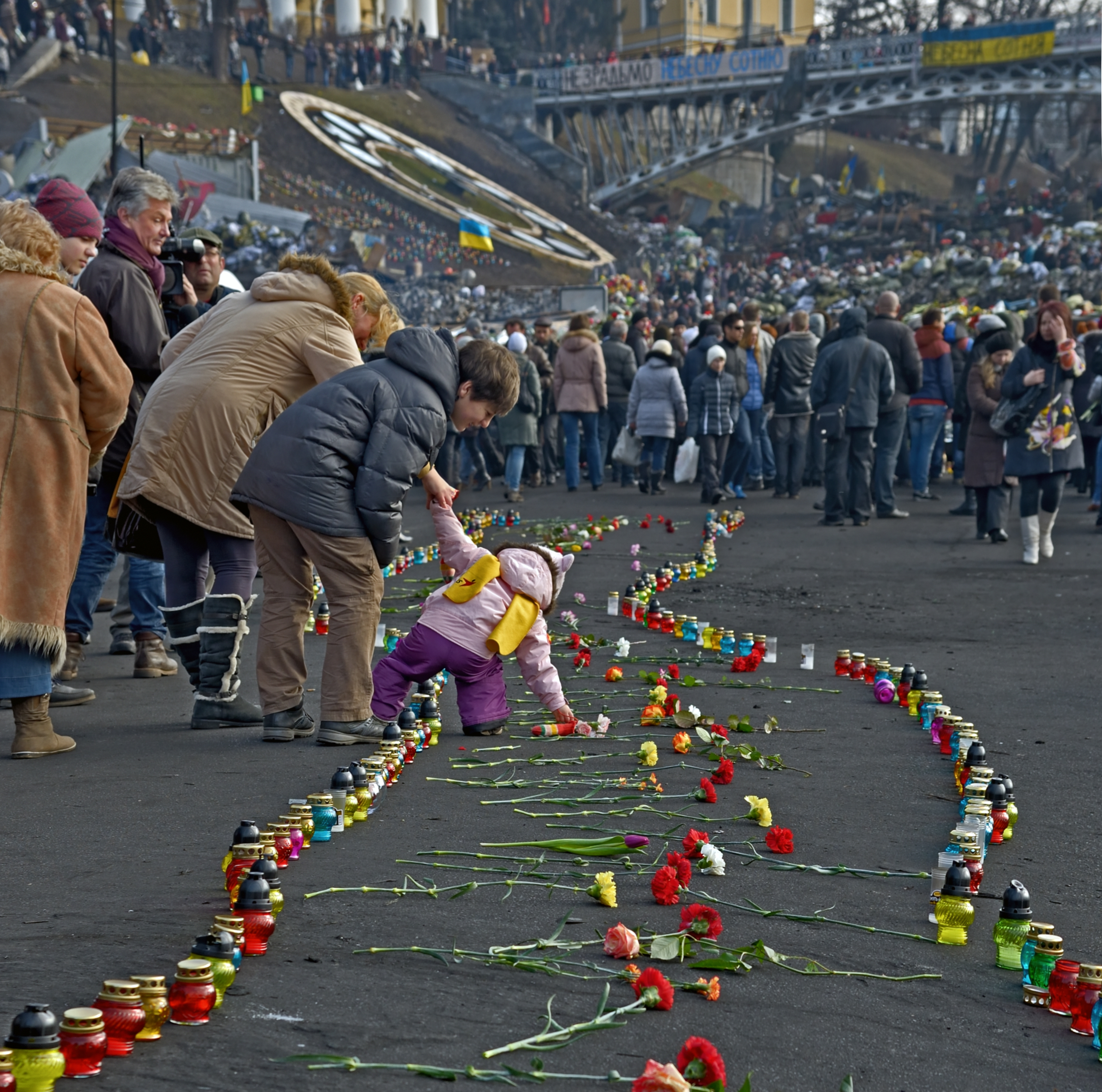
Шлях Небесної сотні. Вул. Інститутська. 24.02.2014

Операція включала в себе дві «підоперації» — «Бумеранг» та «Хвиля», які повинні були керуватися відповідно Антитерористичним центром СБУ та вищим керівництвом МВС. В ході проведення операції «Хвиля» планувалося задіяти десять тисяч бійців Внутрішніх військ та стільки ж співробітників міліції, дві тисячі «беркутівців»; в першу чергу до виконання операції повинні були долучитися бійці спецпідрозділів «Омега», «Ягуар», бійці штурмових загонів Державної прикордонної служби та ін.
«Антитерористична» операція включала в себе наступні кроки:
- штурм наметового містечка з вулиць Інститутської та Городецького, витіснення протестувальників до Європейської та Бесарабської площ та їх перехоплення на заздалегідь створених фільтраційних кордонах;
- відволікання уваги протестуючих шляхом проведення «штурму» на вулиці Лютеранській;
- блокування співробітниками міліції підходів до наметового містечка;
- захоплення Будинку профспілок спецпідрозділом «Альфа»;
- розміщення снайперів з особового складу Внутрішніх військ та спецпідрозділу «Альфа» на прилеглих будинках по вулиці Хрещатик;
- залучення спеціальної техніки для ліквідації барикад;
- тимчасове припинення енерго- та водопостачання в центрі Києва, блокування каналів зв'язку, виходів зі станцій метро «Хрещатик» та «Майдан Незалежності», підвалів житлових будинків, розташованих в центрі Києва, колекторної мережі;
- блокування мобільного зв'язку;
- створення місць тимчасового утримання та перевезення протестувальників;
- перекриття в'їздів до Києва;
- перекриття в'їздів до місця проведення операції;
- перевірка місця проведення операції на наявність вибухівок;
- організація пунктів розміщення сил та засобів «антитерористичної» операції;
- перекриття внутрішніми військами під'їздів житлових будинків, а також входів до установ, розташованих в районі проведення операції;
- залучення нарядів ДСНС;
- блокування Службою безпеки та МВС трансляції опозиційних телеканалів під час проведення операції;
- документація проведення «АТО» та затримання протестувальників;
- проведення слідчих дій щодо затриманих протестувальників.[2]

За словами колишнього очільника Генерального штабу Збройних сил України Володимира Замани, проти учасників Майдану в рамках «АТО» планувалося задіяти також армію. Для цього ще в січні 2014 року під контроль Внутрішніх військ повинні були перейти армійські частини. Однак залучення військових до придушення Майдану так і не відбулося — зробити це не дозволяли законодавство та принципова позиція Замани щодо цього питання. 19 лютого 2014 року до Генштабу надійшло розпорядження відправити в Київ десантників з Дніпропетровська та Миколаєва, однак внаслідок широкого розголосу в ЗМІ та гучного скандалу воно так і не було виконане.

## Хід подій

### Передумови
Введенню режиму «антитерористичної операції» та початку масових вбивств протестувальників передував «Мирний наступ активістів Майдану задля виконання вимог» — акція, проанонсована на недільному віче на Майдані Незалежності 16 лютого 2014 року та проведена, згідно з планами, вранці 18 лютого 2014 року у зв'язку з голосуванням, яке повинно було відбутися в цей час у Верховній Раді та за підсумками якого Україна мала перейти до Конституції 2004 року. Акція завершилася початком гарячої фази протистояння між учасниками ходи та правоохоронними органами.

### Хід подій
18 лютого 2014 року бійці спецпідрозділу «Беркут» та співробітники міліції повністю заблокували урядовий квартал, вулиці Грушевського та Інститутську. Однак активістам Майдану вдалося прорвати міліцейську блокаду по вулиці Грушевського в районі Кріпосного провулку; під контролем активістів опинився Будинок офіцерів. Після цього розпочався штурм Українського Дому підрозділами силовиків. Цього ж дня у зв'язку з «загрозою терактів» припинив свою роботу метрополітен.
Близько 20:00 відбулася друга хвиля штурму, до якої підключилися бронетехніка — два БТРи — та водомети, що прибули для підкріплення силових підрозділів. Бійці «Беркуту» та особовий склад Внутрішніх військ здійснили спроби прорватися до протестувальників з усіх боків, намагаючись знищити барикади за допомогою БТРів.
О 22:00 почалася пожежа в Будинку профспілок, у якій, згідно з даними, отриманими в лікарнях, загинуло 40—50 чоловік. Серед винних у підпалі фігурують бійці «Беркуту» (за даними очевидців) та провокатори.
У ніч на 19 лютого, близько дванадцятої години Майдан Незалежності, а також Софіївська та Михайлівська площі були повністю знеструмлені. Тимчасово припинив трансляцію «5 канал».
Про початок проведення «антитерористичної» операції з відповідною заявою оголосила Служба безпеки України 19 лютого 2014. Після цього були заблоковані майже всі в'їзди до Києва та Майдану Незалежності. В той час під контролем протестувальників перебували Держкомтелерадіо, Головпоштамт, Консерваторія та будівля Київської міської держадміністрації. Заява про початок проведення «антитерористичної» операції, опублікована на офіційному сайті Служби безпеки України близько 16:00, через деякий час була видалена. Зовнішня розвідка СБУ відмовилася брати участь в «антитерористичній» операції.
У рамках проведення операції Збройні Сили України перейшли під керівництво СБУ; замість звільненого Володимира Замани на посаду Головнокомандувача ЗСУ було призначено адмірала Юрія Ільїна.
Вранці 20 лютого силовики почали відступати під успішним натиском протестувальників. Цього ж дня з'явилася інформація від активістів та працівників ЗМІ, що в місцях протистоянь на боці силовиків працюють снайпери. Віталій Захарченко, який на той час обіймав посаду виконувача обов'язків міністра внутрішніх справ, наказав озброїти силовиків. Частково почав працювати метрополітен — за винятком станцій, що знаходилися в районі проведення «антитерористичної» операції або прилягали до нього.

### Завершення
Ввечері 20 лютого відбулося екстрене засідання Верховної Ради, на якому були засуджені дії силовиків стосовно учасників протесту в рамках проведення «антитерористичної» операції. Реакція учасників засідання була закріплена у відповідній постанові, схваленій майже одноголосно. Згідно з цієї ж постановою, Кабінет міністрів та силові структури, що брали участь у проведенні «антитерористичної» операції, зобов'язувалися припинити насильницькі дії стосовно учасників протесту; подальше проведення «антитерористичної» операції заборонялося.
Керівник штурмової групи Володимир Човганюк наводить дані, згідно з якими в «антитерористичній» операції брало участь 238 бійців спецпідрозділу «Альфа» та 14 підконтрольних СБУ снайперів. Майже половина задіяних бійців «Альфи» (108 чоловік) належала до штурмової групи, яка повинна була захопити Будинок профспілок. Процес захоплення об'єкту завершився невдачею через пожежу, яка виникла в Будинку профспілок під час операції.

## Жертви та наслідки
Під час подій на Майдані 18—20 лютого 2014 загинуло 73 протестувальники та 11 представників правоохоронних органів; пожежею знищено Будинок профспілок.

## Критика
Російський спеціаліст, запрошений Адміністрацією Президента на нараду, закликав не проводити зачистку Майдану в запропонованому вигляді, оскільки, на його думку, це може призвести до великих втрат як з боку протестувальників, так і з боку правоохоронних органів. При цьому фахівець звинуватив розробників спецоперацій «Бумеранг» та «Хвиля» в некомпетентності.

## Оцінка
Адвокат родичів Небесної Сотні Віталій Тітич кваліфікує дії силовиків на Майдані 18—20 лютого як теракт, оскільки, на його думку, працівники силових структур, вбиваючи неозброєних людей, навмисно намагалися провокувати протестувальників на більш радикальні дії, що відповідає статті 258 Кримінального кодексу України («терористичний акт»). Іншими рисами, які вказують на теракт, є масовий та надто демонстративний характер вбивств — силовики мали на меті вбити якомога більшу кількість людей, вони демонстрували свої дії широкій аудиторії шляхом появи великої кількості фото та відео з місця подій у ЗМІ та в мережі Інтернет, а також те, що силовики діяли фактично на власний розсуд, не керуючись ніякими методиками, законами або уставами; підтвердженням цьому є відсутність інформації щодо відповідних наказів, які мали б регулювати діяльність силовиків.
Віталій Тітич вказує також на відсутність підрозділу як такого (т. зв. «чорної роти») «Беркуту» під час подій на Інститутській — за його словами, там діяла лише невелика кількість представників різних підрозділів роти Дмитра Садовника.
На думку Генеральної прокуратури, ніяких правових підстав для впровадження стану та ведення «антитерористичної» операції не було.

## Відповідальність
За версією слідства, відповідальним за події на Майдані 18—20 лютого 2014 є Олександр Щоголєв, який, будучи на посаді керівника Управління СБУ в Києві та Київській області, командував проведенням операції. Щоголєв свою причетність до подій на Майдані не заперечує.
Відповідальними за проведення «антитерористичної» операції значаться також Павло Лебедєв, Олександр Якименко та Віктор Пшонка. СБУ вважає винним у подіях на Майдані тодішнього Президента Віктора Януковича.

## Російський слід
За словами Геннадія Москаля, в ході «антитерористичної» операції силовики застосовували спеціальні гранати, привезені з Російської Федерації.
Колишній голова СБУ Валентин Наливайченко вважає, що ФСБ Росії причетна до організації та проведення «антитерористичної» операції на Майдані в лютому 2014.
Колишній Генеральний прокурор Віктор Шокін, спростовуючи заяви Валентина Наливайченка щодо наявності «російського сліду» в подіях 18—20 лютого, заявляв, що Росія не є причетною до цих подій, однак адвокат сімей Небесної Сотні Євгенія Закревська піддає сумніву його заяви з цього приводу, стверджуючи, що питання щодо участі Росії в цих подіях залишається відкритим.
За даними західних ЗМІ, бійців спецпідрозділу «Альфа», які брали участь в «антитерористичній» операції 20 лютого 2014 на боці тодішньої української влади, тренували представники ФСБ Росії. Колишній офіцер російських спецслужб Борис Володарський стверджує, що СБУ тривалий час наповнювалося агентами ФСБ, особливо за часів президентства Віктора Януковича. Міністр юстиції Павло Петренко підтверджує наявність тісних зв'язків між СБУ та російською ФСБ протягом останніх чотирьох років до моменту початку «антитерористичної» операції, а також те, що ряд очільників у Генеральній прокуратурі та силових відомствах (Міністерстві оборони й міліції) були напряму підпорядковані російській владі.